# Затилюк Олексій Олександрович
Олексі́й Олекса́ндрович Затилю́к (18 липня 1990, смт Леніне, Ленінський район, Кримська область, Українська РСР — 29 серпня 2014, с. Червоносільське, Амвросіївський район, Донецька область, Україна) — український військовослужбовець, солдат резерву Національної гвардії України, доброволець батальйону «Донбас». Псевдо «Бриз», учасник російсько-української війни.

## Життєвий шлях
Народився 1990 року в райцентрі Леніне у Криму (на той час — Кримська область УРСР, з 1991 — Автономна Республіка Крим, з 2014 — тимчасово окупована російськими військами).
1997-го разом із родиною переїхав до Харкова. По закінченні Харківської школи № 45 вступив на хімічний факультет Харківського національного університету ім. В. Н. Каразіна. Навчався малювання у школі мистецтв, захоплювався хімією та астрономією, брав участь у багатьох форумах та турнірах, зокрема міжнародних, студентом тренував шкільну команду з хімії. Також захоплювався подорожами та рольовими іграми за мотивами творів у стилі фентезі (проектів «Ангмарскі війни», «Ейре. Чужа земля» та інших). Після першого курсу перервав навчання в університеті за власним бажанням.
Працював дизайнером на одному з харківських поліграфічних підприємств, займався музикою, малюванням. 2010 року, як член громадської організації «Зелений Фронт», брав участь у захисті харківського парку ім. М. Горького від незаконного знищення зелених насаджень.
Від початку січня 2014 брав безпосередню участь у подіях Революції Гідності на столичному Євромайдані, як волонтер «IT-намету», з лютого долучився до діяльності харківського Євромайдану, приєднався до громадського формування «Громадська самооборона» Київського району Харкова, неодноразово брав участь у патрулюванні та охороні порядку під час масових заходів, зокрема під час виборів Президента України у травні 2014-го.
Після спроби анексії Росією рідного Кримського півострова та розгортання бойових дій на Донбасі вирішив іти на фронт і уклав контракт на військову службу, на початку червня 2014. Призначений командиром відділення 2-го батальйону спеціального призначення «Донбас» Національної гвардії України. Пройшовши підготовку, вирушив у Донецьку область, ніс службу на базі батальйону в Кураховому, біля Курахівської ТЕС. 23 серпня прибув до Іловайська на підкріплення.
29 серпня 2014-го під час відходу з Іловайська російсько-терористичні війська почали розстріл українських сил у «зеленому коридорі». «Газель» автоколони батальйону «Донбас» по дорозі з села Многопілля до Червоносільського зазнала прямого влучання. Під час обстрілу колони з кулеметів Олексій Затилюк дістав смертельне поранення, загинув разом із солдатами Сергієм Джевагою («Серж») та Олексієм Баккою («Детройт»).
Залишились молодша сестра та вітчим. Мати, Наталія Миколаївна Слободянюк, померла від онкологічного захворювання 4 січня 2019 року.
Ідентифікований за експертизою ДНК серед похованих на Краснопільському кладовищі м. Дніпро. 30 вересня 2017 відбулось перепоховання у Харкові, на Алеї героїв АТО міського вісімнадцятого цвинтаря.

## Нагороди і вшанування пам'яті
- орден «За мужність» 3 ступеня (посмертно, 22 січня 2018)[3]
- 17 травня 2018 року на фасаді рідної школи 45 у місті Харкові було відкрито меморіальну дошку.

https://www.city.kharkov.ua/uk/news/-38782.html [Архівовано 23 січня 2022 у Wayback Machine.]
- Його портрет розміщений на меморіалі «Стіна пам'яті полеглих за Україну» у Києві: секція 3, ряд 8, місце 14
- Вшановується 29 серпня на щоденному ранковому церемоніалі вшанування українських захисників, які загинули цього дня в різні роки внаслідок російської збройної агресії[4]
- Іловайський Хрест (посмертно)